# Idoia Eraso
Idoia Eraso Lasa (Pamplona, 27 de febrero de 2002) es una ciclista profesional española que desde 2021 corre para el equipo Laboral Kutxa-Fundación Euskadi de categoría UCI Women’s Continental Team..

## Resultados en Grandes Vueltas y Campeonatos del Mundo
Durante su carrera deportiva ha conseguido los siguientes puestos en las Grandes Vueltas femeninas y en los Campeonatos del Mundo en carretera:
| Carrera              | Carrera              | 2020 | 2021 | 2022 | 2023 | 2024  | 2025 |
| -------------------- | -------------------- | ---- | ---- | ---- | ---- | ----- | ---- |
|                      | Giro de Italia       | —    | —    | —    | —    | —     | —    |
|                      | Tour de Francia      | X    | X    | —    | —    | —     |      |
|                      | Vuelta a España      | —    | 50.ª | 80.ª | 67.ª | 114.ª | —    |
| Mundial en Ruta      | Mundial en Ruta      | —    | —    | —    | —    | —     |      |
| Mundial Contrarreloj | Mundial Contrarreloj | —    | —    | —    | —    | —     |      |

-: no participa
Ab.: abandono

X: ediciones no celebradas

La Vuelta a España Femenina conocida como Challenge by La Vuelta de 2015 a 2022.

## Equipos
- Sopela Women's Team (2020)
- Laboral Kutxa-Fundación Euskadi (2021-)